# Alto–Hama
Alto–Hama, também grafada como Alto Uama, é uma vila e comuna angolana que se localiza na província do Huambo, pertencente ao município de Londuimbali.
A vila do Alto–Hama é o grande entroncamento nacional das rodovias transnacionais que fazem parte da Rede Rodoviária Transafricana. Se cruzam no Alto–Hama a Rodovia Transafricana 9 (TAH 9/EN-250) e a Rodovia Transafricana 3 (TAH 3/EN-120).